# Liu Yuan (Tischtennisspielerin)
Liu Yuan (* 7. September 1985 in Si Chuan De Yang (China)) ist eine in China geborene  österreichische Tischtennis-Nationalspielerin. Sie wurde 2014 österreichische Meisterin im Einzel.

## Werdegang
Liu Yuan spielte 2006 beim niederländischen Verein Wijzenbeek Westa, danach in Österreich bei Linz LZ Froschberg und wechselte 2007 nach Deutschland zum TTC Langweid. Hier erspielte sie in der Saison 2007/08 eine positive Bilanz von 25:2 im oberen Paarkreuz und hatte damit wesentlichen Anteil am Aufstieg der Damenmannschaft von der Zweiten in die Erste Bundesliga. 2009 kehrte sie nach Linz zurück.
2014 gewann sie die österreichische Meisterschaft im Einzel in Abwesenheit der zu diesem Zeitpunkt führenden Spielerinnen Liu Jia und Sofia Polcanova. Zudem holte sie den Titel im Doppel mit Amelie Solja.

## Privat
Liu Yuan ist verheiratet mit Bian Yadong.

## Turnierergebnisse
| Verband | Veranstaltung | Jahr | Ort      | Land | Einzel    | Doppel    | Mixed | Team |
| ------- | ------------- | ---- | -------- | ---- | --------- | --------- | ----- | ---- |
| AUT     | Pro Tour      | 2010 | Velenje  | SVN  | letzte 32 |           |       |      |
| AUT     | Pro Tour      | 2007 | Wels     | AUT  |           | letzte 16 |       |      |
| AUT     | Pro Tour      | 2007 | Velenje  | SVN  | letzte 64 |           |       |      |
| AUT     | Pro Tour      | 2006 | Warschau | POL  | letzte 64 |           |       |      |